# White House Station
White House Station és una concentració de població designada pel cens dels Estats Units a l'estat de Nova Jersey. Segons el cens del 2000 tenia 1.951 habitants.

## Demografia
Segons el cens del 2000, White House Station tenia 1.951 habitants, 878 habitatges, i 531 famílies. La densitat de població era de 583,9 habitants per km².
Dels 878 habitatges en un 24,9% hi vivien nens de menys de 18 anys, en un 47,4% hi vivien parelles casades, en un 10,4% dones solteres, i en un 39,5% no eren unitats familiars. En el 34,1% dels habitatges hi vivien persones soles l'11,3% de les quals corresponia a persones de 65 anys o més que vivien soles. El nombre mitjà de persones vivint en cada habitatge era de 2,22 i el nombre mitjà de persones que vivien en cada família era de 2,86.
Per edats la població es repartia de la següent manera: un 19,9% tenia menys de 18 anys, un 5,1% entre 18 i 24, un 33,5% entre 25 i 44, un 26,4% de 45 a 60 i un 15,1% 65 anys o més.
L'edat mediana era de 40 anys. Per cada 100 dones de 18 o més anys hi havia 79,7 homes.
La renda mediana per habitatge era de 75.111 $ i la renda mediana per família de 92.793 $. Els homes tenien una renda mediana de 60.673 $ mentre que les dones 43.438 $. La renda per capita de la població era de 38.627 $. Cap de les famílies i l'1,4% de la població estaven per davall del llindar de pobresa.

## Poblacions més properes
El següent diagrama mostra les poblacions més properes.